# 牧师帽
“牧师帽”指的是许多基督新教的牧师在教堂外佩戴的一种帽子，属于常服。但是近几年依然佩戴这种帽子的牧师大幅度减少，但是每当到北欧国家的宗教改革节的时候，当地的信义宗牧师一般都会戴上牧师帽庆祝宗教改革。

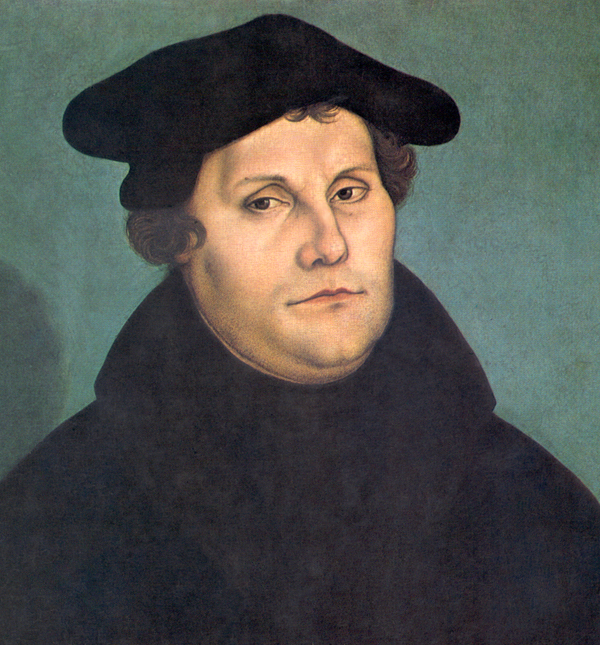
马丁路德佩戴牧师帽的经典形象

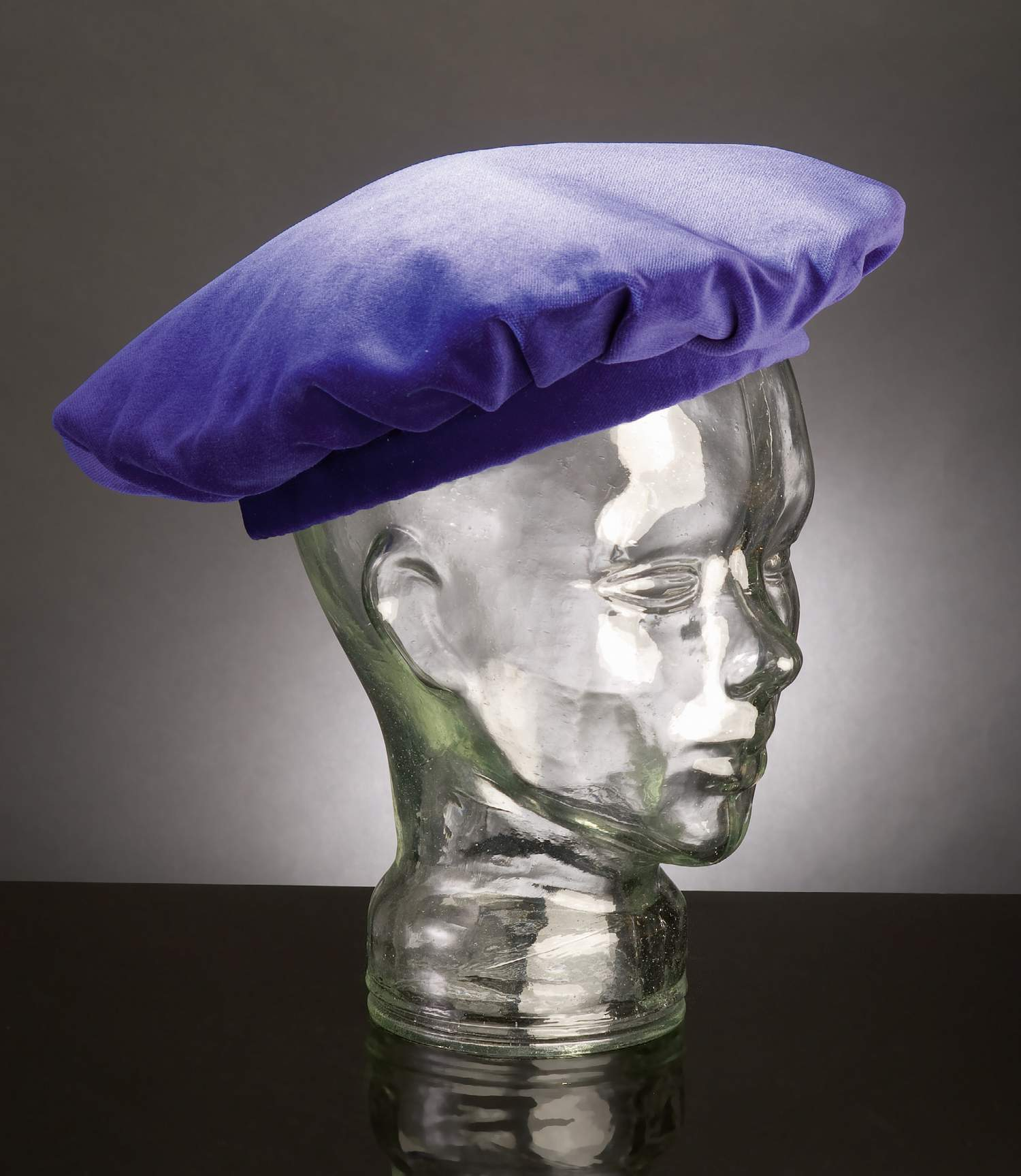
腓立比收藏物中的牧师帽